# Bengt K.Å. Johansson
Bengt Karl Åke Johansson (ur. 4 stycznia 1937 w Sandared, zm. 27 września 2021 w Sztokholmie) – szwedzki polityk i urzędnik państwowy, w latach 1985–1991 minister.

## Życiorys
W drugiej połowie lat 50. był zatrudniony w banku Skandinaviska Banken, w 1961 ukończył studia na Uniwersytecie w Göteborgu, po czym pracował jako nauczyciel. Zaangażował się w działalność polityczną w ramach Szwedzkiej Socjaldemokratycznej Partii Robotniczej. W 1963 premier Tage Erlander powierzył mu stanowisko swojego sekretarza, które zajmował do 1966. Później był urzędnikiem ministerstw finansów oraz pracy, a następnie urzędnikiem komisji finansów w Riksdagu. W latach 1982–1985 pełnił funkcję sekretarza stanu w resorcie finansów. W latach 1985–1991 wchodził w skład rządów, którymi kierowali Olof Palme i Ingvar Carlsson. Do 1988 był ministrem bez teki w ministerstwie finansów, odpowiadał m.in. za sprawy konkurencji i ubezpieczeń. Następnie przez trzy lata sprawował urząd ministra administracji publicznej. Od 1991 do 1997 był gubernatorem regionu administracyjnego Älvsborg. Później udzielał się jako mediator przy rozwiązywaniu sporów pracowniczych, do 2008 pełnił funkcję przewodniczącego Miljömålsrådet, rządowej rady do spraw środowiskowych.